# Schistostephana aurifrons
Schistostephana aurifrons là một loài ruồi trong họ Tachinidae.